# Sir-Tech
Sir-Tech Software, Inc. – nieistniejący obecnie amerykańsko-kanadyjski producent gier komputerowych i wydawca; znany z serii Wizardry oraz Jagged Alliance.

## Historia
Jesienią 1979, bracia Norman i Robert Sirotek założyli Sirotech Software. Pierwszymi produktami były Info Tree, menadżer baz danych, Galactic Attack oraz beta Wizardry: Dungeons of Despair (później przemianowane na Wizardry: Proving Grounds of the Mad Overlord) wydane jesienią 1981 r. Był to pierwszy tytuł z przyszłej serii Wizardry
Wiosną 1981, Sir-Tech Software zostało zarejestrowane jako amerykański producent i wydawca gier.
W 1994 r. zostało założone Sir-Tech Canada z siedzibą w Ottawie.
We wrześniu 1998 r. zamknięto dział wydawniczy Sir-Tech USA, zaś kanadyjski oddział odpowiedzialny produkcję gier, Sir-Tech Canada Limited kontynuowało operacje do późnego 2003 r.

## Gry

### Wyprodukowane i wydane
- Info Tree (1979) (jako Sirotech)
- Galactic Attack (1980)
- Wizardry: Proving Grounds of the Mad Overlord (1981)
- Wizardry II: The Knight of Diamonds (1982)
- Wizardry III: Legacy of Llylgamyn (1983)
- Crypt of Medea (1984)
- Rescue Raiders (1984)
- Deep Space: Operation Copernicus (1986)
- Wizardry IV: The Return of Werdna (1987)
- Wizardry V: Heart of the Maelstrom (1988)
- The Usurper: The Mines of Qyntarr (1989)
- Wizardry VI: Bane of the Cosmic Forge (1990)
- Freakin' Funky Fuzzballs (1990)
- Wizardry VII: Crusaders of the Dark Savant (1992)
- Jagged Alliance: Deadly Games (1996)
- Nemesis: The Wizardry Adventure (1996)
- Wizardry Gold (1996)
- Wizardry 8 (2001)

### Wyprodukowane
- Jagged Alliance 2 (1999)
- Jagged Alliance 2: Unfinished Business (2000)

### Wydane
- Star Maze (1982)
- The Seven Spirits of Ra (1987)
- Realms of Arkania: Blade of Destiny (1993)
- Realms of Arkania: Star Trail (1994)
- Druid: Daemons of the Mind (1995)
- Jagged Alliance (1995)
- Fable (1996)
- Armed & Delirious (1997)
- Excalibur 2555 AD (1997)
- Virus: The Game (1997)
- Realms of Arkania: Shadows over Riva (1997)

### Anulowane
- Stones of Arnhem (1994)[7]